# Schmiede-Aktion von Wittenberg
Aufnäher Schwerter zu Pflugscharen als Vorbild zu der Schmiedeaktion in Wittenberg (das Original hier auf LeMO)

Link zum Bild

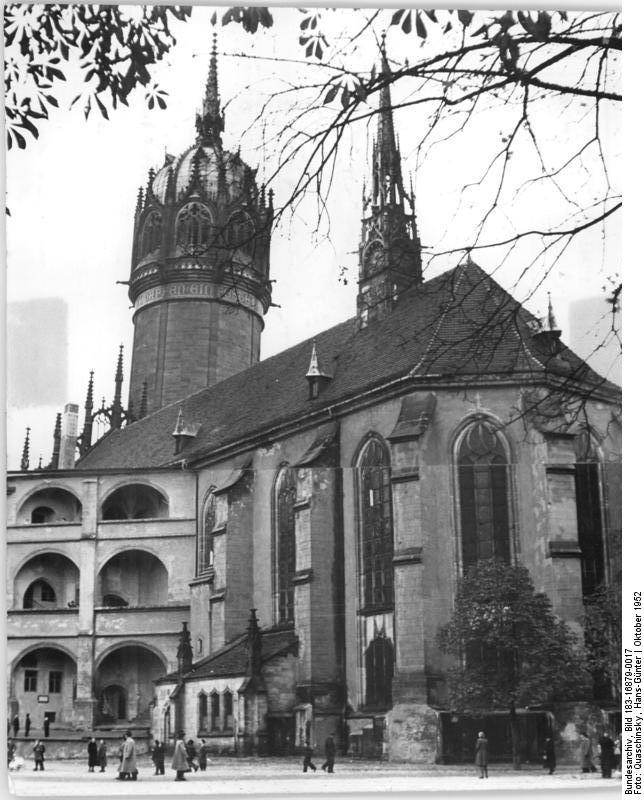
Hof der Schlosskirche Wittenberg, in der Friedrich Schorlemmer die Aktion auf dem Lutherhof (beim ehem. Augustinerkloster) ankündigte.

Die  Schmiede-Aktion von Wittenberg war eine pazifistische Demonstration während des evangelischen Kirchentages in der DDR am 24. September 1983. In einer aus dem pazifistischen biblischen Gedanken von Micha 4 kommenden Aktion wurde im Lutherhof in Wittenberg (DDR) ein Schwert zu einem Pflugschar (das Schwert eines Pfluges) umgeschmiedet. Diese Aktion wurde zu einem Symbol der Friedensbewegung in Ost und West.

## Hintergrund
1983 fand der evangelische Kirchentag in Wittenberg statt. Der damalige Regierende Bürgermeister von Berlin (West) und nachmalige Bundespräsident Richard von Weizsäcker war ebenfalls bei diesem Kirchentag als Gast zugegen. Friedrich Schorlemmer war damals Prediger an der Schlosskirche zu Wittenberg. Er hatte bereits 1980 einen Friedenskreis in der Lutherstadt gegründet, der sich auch nach dem Verbot des Aufnähers „Schwerter zu Pflugscharen“ in der DDR und dem Abklingen der westdeutschen Friedensbewegung gegen den NATO-Doppelbeschluss weiterhin aktiv hielt.
Die öffentliche Nutzung des Slogans Schwerter zu Pflugscharen wurde 1982 von der DDR-Regierung untersagt. Verteidigungsminister Heinz Hoffmann erklärte im März 1982 vor der Volkskammer: „Unsere Soldaten tragen ihre Waffen für den Frieden. So gerne wir auch unsere Waffen verschrotten werden, noch braucht der Sozialismus, braucht der Frieden Pflugscharen und Schwerter.“

## Aktion
Friedrich Schorlemmer hatte in einem Gottesdienst angedeutet, dass später etwas auf dem örtlichen Lutherhof stattfinden werde, das mit dem biblischen Zitat aus Micha 4 „Schwerter zu Pflugscharen“ zu tun habe. Es war ursprünglich eine kleine Aktion des Wittenberger Friedenskreises geplant, weitgehend unter Ausschluss der Öffentlichkeit und in den abgeschlossenen Räumen einer „Jungen Gemeinde“. Das Schwert für die Aktion war nicht rechtzeitig fertig, die Sommerferien standen bevor und Schorlemmer brachte den Vorschlag ein, das auf dem Kirchentag fertig zu machen. Es versammelten sich rund 2000 bis 4000 Menschen (je nach Quelle) auf dem Hof. Der örtliche Schmied Stefan Nau schmiedete ein Schwert zu einer Pflugschar um. Während der anderthalbstündigen Aktion wurden immer wieder Lieder der Jungen Gemeinde gesunden.
Vermutlich wegen der Präsenz westlicher Medienvertreter und Richard von Weizsäckers griffen die Staatsorgane nicht ein.

## Reaktionen
In DDR-Medien kam die Aktion nicht vor. Jedoch auch Medienvertreter der BRD erwähnen das Umschmieden des Schwertes in ihren Artikeln über den Besuch von Weizsäckers in Wittenberg mit keiner Silbe. Der designierte bundesdeutsche Präsident Richard von Weizsäcker ging auf die Schmiedeaktion in seiner Rede auf dem Kirchentag nicht ein. Er betonte die Notwendigkeit von Rüstungskontrolle und der Verminderung von Waffensystemen, jedoch zu pazifistischen Bestrebungen ging er auf Distanz.
Der DDR-Korrespondent des Evangelischen Pressedienstes Peter Wensierski war mit einem kleinen Kamerateam im Lutherhof dabei. Einige Wochen später wurde sein Filmbericht in der ARD ausgestrahlt. Wensierski wurde 1985 von der DDR mit einem Einreise- und Arbeitsverbot belegt. Sein Bericht machte die Wittenberger Aktion „Schwerter zu Pflugscharen“ in der Bundesrepublik bekannt.

## Stefan Nau
Stefan Nau war Kunstschmied in Wittenberg. Laut eigener Aussage brachte er die Idee zur Aktion in den Wittenberger Friedenskreis ein. Schorlemmer trug die Initiative dazu mit.
Nau war zum Zeitpunkt der Aktion 38 Jahre alt und als selbständiger Schmied in Wittenberg aktiv. Er verfügte über eine kleine Feldschmiede mit einem Amboss und einem Blasebalg, die er zum Besohlen von Pferden verwendete und die bei der Aktion eingesetzt wurde.
In den Monaten nach der Aktion auf dem Lutherhof wurden die Aufträge immer weniger und schließlich gab es gar keine mehr. Nau stand vor dem wirtschaftlichen Ruin. Nach der Wende äußerte er die Vermutung, dass die Staatssicherheit dabei ihre Finger im Spiel gehabt habe.
Stefan Nau entschloss sich sodann, für seine Familie und sich einen Ausreiseantrag zu stellen um in die Bundesrepublik überzusiedeln. Dem MDR sagte er: „Aber damit fing das Spießrutenlaufen erst richtig an. ... Ich stand jetzt zwischen der Staatssicherheit und der Friedensbewegung.“ Der Wittenberger Friedenskreis distanzierte sich von Nau. Sein Wunsch fortzugehen wurde dort als Verrat empfunden. Nau sagte: „Friedrich Schorlemmer versuchte mich immer wieder zu überzeugen, in der DDR zu bleiben und meinen Antrag zurückzuziehen. Aber ich wollte nicht mehr.“ Nau soll von Teilen des Kreises sogar unterstellt worden sein, dass er die Schmiedeaktion einzig mit der Absicht durchgeführt habe, um seine immer schon geplante Ausreise aus der DDR voranzutreiben.
Die „Abteilung Inneres“ beim Rat des Kreises nahm seinen Antrag entgegen und vertröstete ihn: es könnten Jahre bis zur Ausreisebewilligung vergehen. Nau musste seine Schmiedewerkstatt schließen. Er wurde Anlagenfahrer im Kombinat Agrochemie Piesteritz.
Im Oktober 1985 durfte Stefan Nau mit seiner Familie die DDR verlassen. Er siedelte sich mit seiner Familie zunächst im schwäbischen Nagold an. In den ersten Jahren nach seiner Übersiedlung konnte er als Kunstschmied arbeiten. Dies war allerdings ökonomisch zu wenig einträglich. Anschließend arbeitete er als Anlagenbauer. Zuletzt lebte er in einer Kleinstadt in Hessen. Stefan Nau starb 2011.